# La Vengeance dans le corps
Pour plus de détails, voir Fiche technique et Distribution.
La Vengeance dans le corps (Pound of Flesh) est un film d'action canadien sorti en 2015.

## Synopsis
Deacon, un ex-agent des forces spéciales, arrive aux Philippines pour donner un de ses reins à sa nièce, gravement malade. Mais la veille de l'opération, Deacon tombe dans un guet-apens et se réveille le lendemain victime d'un vol d'organe. Il comprend rapidement qu'il est victime de trafiquants d'organes, qui font visiblement partie d'un vaste réseau. Deacon se lance dans la traque des criminels, afin de retrouver son rein...

## Fiche technique
- Titre français (VOD) : La Vengeance dans le corps
- Titre original : Pound of Flesh
- Réalisation : Ernie Barbarash
- Scénario : Joshua James
- Directeur de la photographie : Cliff Hokanson
- Montage : Asim Nuraney
- Musique : Paul Michael Thomas
- Production : Aki Aleong, Henry Luk
- Sociétés de production : ACE Film Company, ACE Studios, Daro Film Distribution, Odyssey Media
- Pays d’origine :  Canada
- Langue originale : anglais
- Durée : 104 minutes
- Dates de sortie :
- Canada : 23 mars 2015 (télévision)
- France : 1er décembre 2015 (sortie en VOD) [1]

## Distribution
- Jean-Claude Van Damme (VF : Olivier Peissel) : Deacon Lyle
- Charlotte Peters : Anna Riley
- John Ralston : George Lyle
- Darren Shahlavi : Drake
- Aki Aleong : Kung
- Jason Tobin : Liam
- Philippe Joly : Zoltan
- Brahim Achabbakhe : Nardo
- Andrew Ng : Père Fong
- Mike Leeder : Boris
- Ryan Pyne : Ievgueni
- Marsha Yuan : Bette
- Terese Cilluffo : Connie
- Adele Baughan : Isabella Lyle
- TFBoys : le groupe de musique
- David P Booth : Simon Rants père
- James Houghton : Simon Rants fils